# Lübeck
De Hanzestad Lübeck  (Deens: Lybæk, Nederduits: Lübe(e)k) is een kreisfreie Stadt aan de monding van de Trave in de Duitse deelstaat Sleeswijk-Holstein. De stad telt 215.846 inwoners (31 december 2020) op een oppervlakte van 214,14 km².
De historische binnenstad met haar talloze monumenten is een toeristische trekpleister. Het voornaamste kerkelijke gebouw is de Marienkirche, hoogtepunt van de zogenaamde baksteengotiek. De vestingstad bezit nog twee van de drie stadspoorten (het Holstentor en het Burgtor) en resten van de stadsmuur. Een belangrijke referentie naar het hanzeverleden van de stad zijn de Salzspeicher, de grote magazijnen waar de stad zijn zoutvoorraad opsloeg alvorens deze naar de andere steden van de hanze te verschepen.

## Geschiedenis
Lübeck werd in de 8e eeuw als Liubice (mogelijk genoemd naar een persoon met de naam Lyubo of Lyubomir; het eerste deel van deze namen betekent: geliefd)  door Abodriten of andere Slaven gesticht, en was lange tijd de zetel van de vorsten van de Abodriten, die meestal uit de familie der 
Nakoniden kwamen. Hun burcht lag waar de Schwartau uitstroomt in de Trave.
De stad werd in 1138 platgebrand, maar in 1143 door Adolf II van Schauenburg en Holstein op een heuvel Bucu (later: de Burgwall) weer opgebouwd. Na een nieuwe stadsbrand in 1157 bouwde de Saksische hertog Hendrik de Leeuw de stad in 1159 opnieuw op, om een basis te vormen voor de handel met de kooplieden van Gotland (de zgn. Gotlandvaarders). Als handelsknooppunt nam Lübeck de rol over van het meer landinwaarts gelegen Bardowick. In 1160 kreeg Lübeck het stadsrecht naar het voorbeeld van Soest in Westfalen. In 1163 werd Lübeck zetel van een bisschop, wat de plaats, mede door de bouw van de Domkerk, nog belangrijker maakte.  Keizer Frederik II verklaarde Lübeck in 1226 reichsunmittelbar, wat betekende dat de stad alleen aan de keizer zelf onderworpen was (Vrije Rijksstad). In 1276 brandde de stad opnieuw af.
De Vrije en Hanzestad Lübeck ontwikkelde zich in de loop der tijd tot toonaangevende Hanzestad. Burgemeester Thomas von Wickede ontpopte zich vanaf 1501 tot een diplomaat van internationaal belang. Tussen 1526 en 1575 heerste de Lübeckenaren over het nu Deense eiland Bornholm vanaf het kasteel Hammershus.
De episode  van 1532 tot 1537, waarin burgemeester Thomas Wullenwever diverse conflicten met omringende heersers, onder anderen koning Frederik II van Denemarken, met geweld wilde oplossen en de stad op hoge militaire kosten joeg, terwijl zijn militaire expedities mislukten (Wullenwever zelf viel in vijandelijke handen en werd ter dood gebracht), luidde het einde van Lubecks bloei in. Ook de Hanze zelf zag door concurrentie uit onder meer Holland en Engeland de zaken achteruit gaan.
Nadat de meeste stadsstaten na de val van het Heilige Roomse Rijk opgingen in grotere gebieden was Lübeck een van de zes steden die, ook in de Dertigjarige Oorlog, zijn onafhankelijkheid wist te bewaren. 
Van 1806 tot 1813 was de stad door Franse troepen onder Joachim Murat bezet. Deze legeraanvoerder had in november  1806 in een veldslag bij de stad de Pruisen onder Gebhard Leberecht von Blücher verslagen. 
In 1871 werd Lübeck deel van het Duitse Keizerrijk. 
In 1918, in de woelige dagen van de ondergang van het Keizerrijk,  mislukte een opstand door matrozen. De overgang naar de Republiek van Weimar verliep verder vreedzaam.

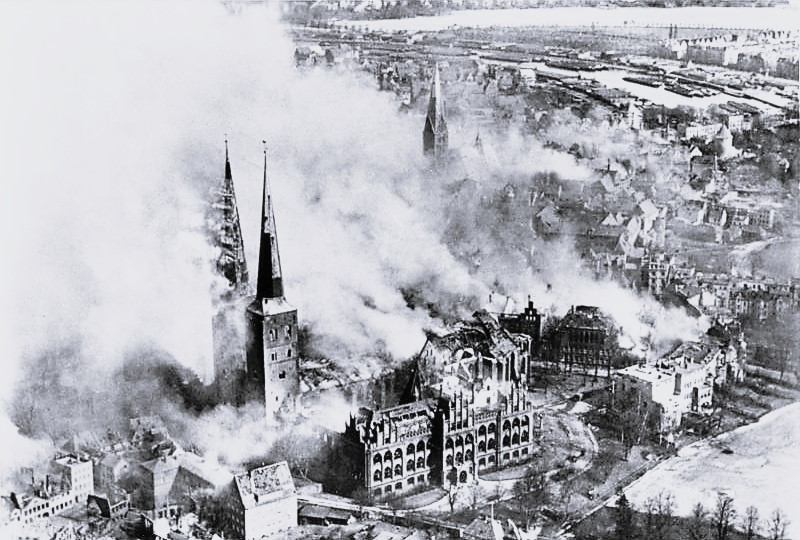
De brandende Dom na het bombardement van 29 maart 1942

De stadstaat verloor in 1937 zijn zelfstandigheid door de Groot-Hamburgwet. Sindsdien behoort de stad tot Sleeswijk-Holstein. Lübeck werd in de Tweede Wereldoorlog onder andere op 29 maart 1942, zwaar getroffen door geallieerde bombardementen, maar daarbij werd in verhouding tot andere Duitse steden een kleiner deel (ongeveer 30 procent) van de binnenstad verwoest. Op 3 mei 1945 vond in de Lübecker Bocht het rampzalige bombardement op de Cap Arcona plaats.
Op 18 januari 1996 werd de stad opgeschrikt door een terroristische aanslag. Tien asielzoekers, onder wie zeven kinderen en tieners, kwamen om het leven ten gevolge van brandstichting. Wie verantwoordelijk is voor de aanslag, is onopgehelderd gebleven, mede door gemaakte fouten bij het politieonderzoek en het proces tegen enige opgepakte verdachten.
In het midden van de Altstadt werden scholen gebouwd na de oorlog, in 2009 werd besloten om deze af te breken en een nieuwe woonwijk te bouwen. De vooroorlogse huizen werden niet gereconstrueerd, maar de nieuwe woningen in het Gründungsviertel werden wel in historische stijl heropgebouwd. In 2020 werd het project opgeleverd.

## Geografie

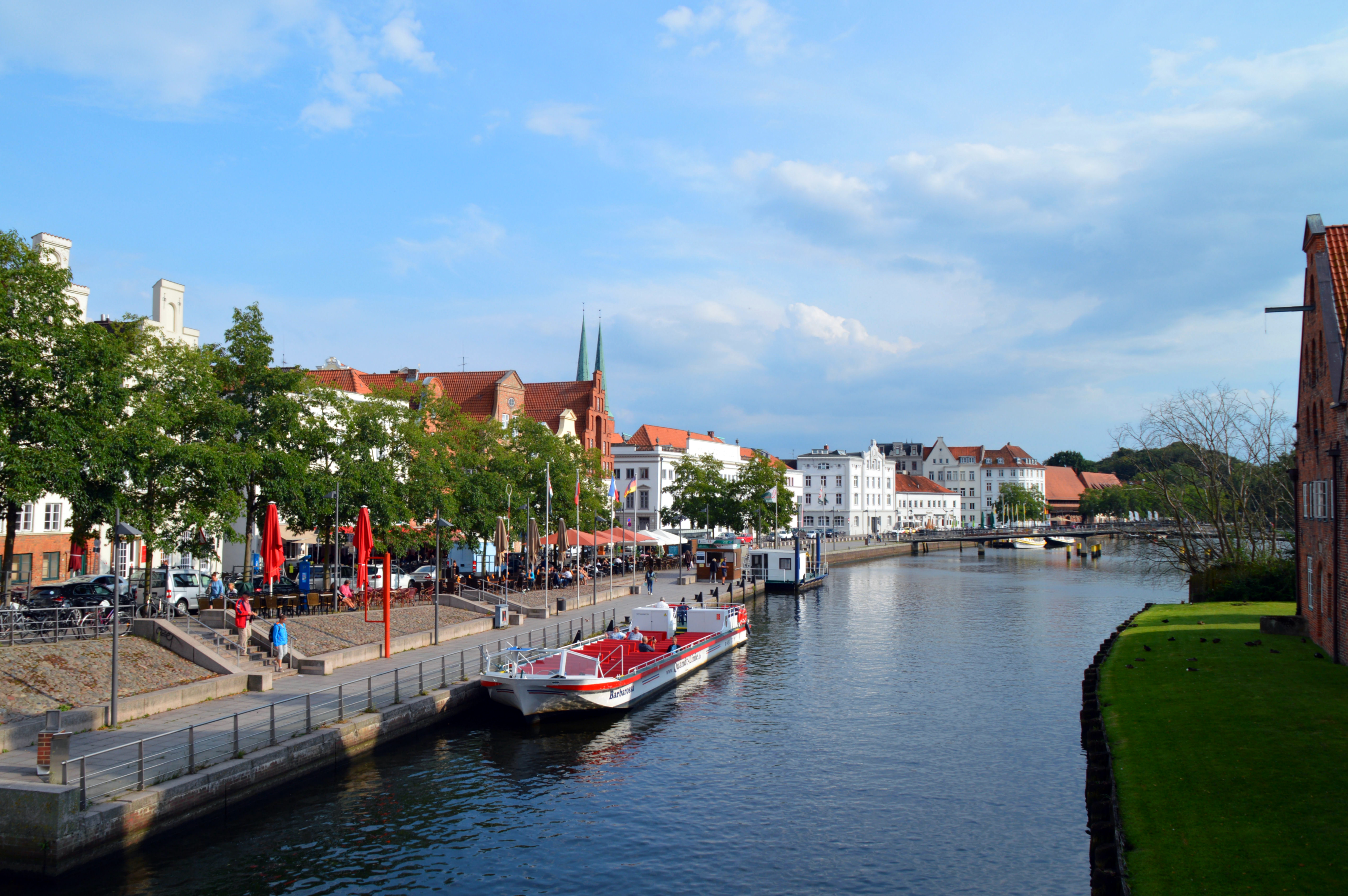
De rivier de Trave

De stad Lübeck ligt in de Noord-Duitse Laagvlakte aan de benedenloop van de Trave, een bevaarbare rivier die ongeveer 17 kilometer van het oude stadscentrum in het stadsdeel Travemünde in de Oostzee uitmondt. Het stadscentrum ligt op een heuvel die een waard tussen de rivierlopen van de Trave en de Wakenitz vormt. Daarnaast doorsnijdt het Elbe-Lübeckkanaal het stadsgebied van Krummesse tot aan de Trave. De landschappelijke omgeving behoort tot het Schleswig-Holsteinisches Hügelland en werd gevormd in het Weichselien. De geografische ligging aan de Trave, die kort voor Travemünde de Baltische landrug doorbreekt, was van voordeel voor de ontwikkeling van de stad als Oostzeehaven en verklaarde de snelle ontwikkeling tot Noord-Europees machtscentrum in de Middeleeuwen.

## Economie
Vanaf de 19e eeuw tot omstreeks 1980 was er veel industrie in Lübeck, dat immers een havenstad is, en van 1945 tot 1989 een grensstad met het Oostblok was. 
Tot die zware industrie behoorden een hoogovenbedrijf, staalfabrieken en scheepswerven. Om economische redenen zijn al deze bedrijfstakken geheel of bijna geheel uit Lübeck verdwenen.
Ook van de bierbrouwerij, waarom Lübeck befaamd was,  is na de sluiting van de firma Lück in 1988 niets meer over.
De al sinds het einde van de 18e eeuw bestaande firma Niederegger is nog altijd van betekenis als de belangrijkste producente van marsepein en andere lekkernijen, die in enkele eigen Firmencafes in de binnenstad van Lübeck verkrijgbaar zijn.
De belangrijkste onderneming in de stad is het Dräger-concern, dat beademings- en andere apparatuur voor medische- en brandweertoepassingen produceert.
Ook van internationaal belang is het bedrijf Euroimmun, dat testapparatuur en dergelijke voor medische laboratoria maakt.
Opvallend is de aanwezigheid van een schoonmaak- en ongediertebestrijdingsbedrijf in de stad met enkele duizenden werknemers.
De firma Rud. Baader produceert apparatuur voor de visverwerkende industrie en voor pluimveeslachterijen.
Het gebouw Media Docks, een groot voormalig pakhuis, herbergt radio- en tv-studio's en talrijke kleine en innovatieve ondernemingen, onder meer op sociale media-, computermarketing- en reclamegebied.
Vanwege de bezienswaardige historische binnenstad heeft Lübeck groot belang voor het toerisme. De stedelijke dierentuin (geopend in 1950) bestaat sinds 2010 niet meer.
De stad herbergt tal van ambtelijke instellingen, vier hogescholen en universiteiten, met een academisch ziekenhuis en veel andere dienstverlenende instellingen.

## Cultuur, bezienswaardigheden, toerisme

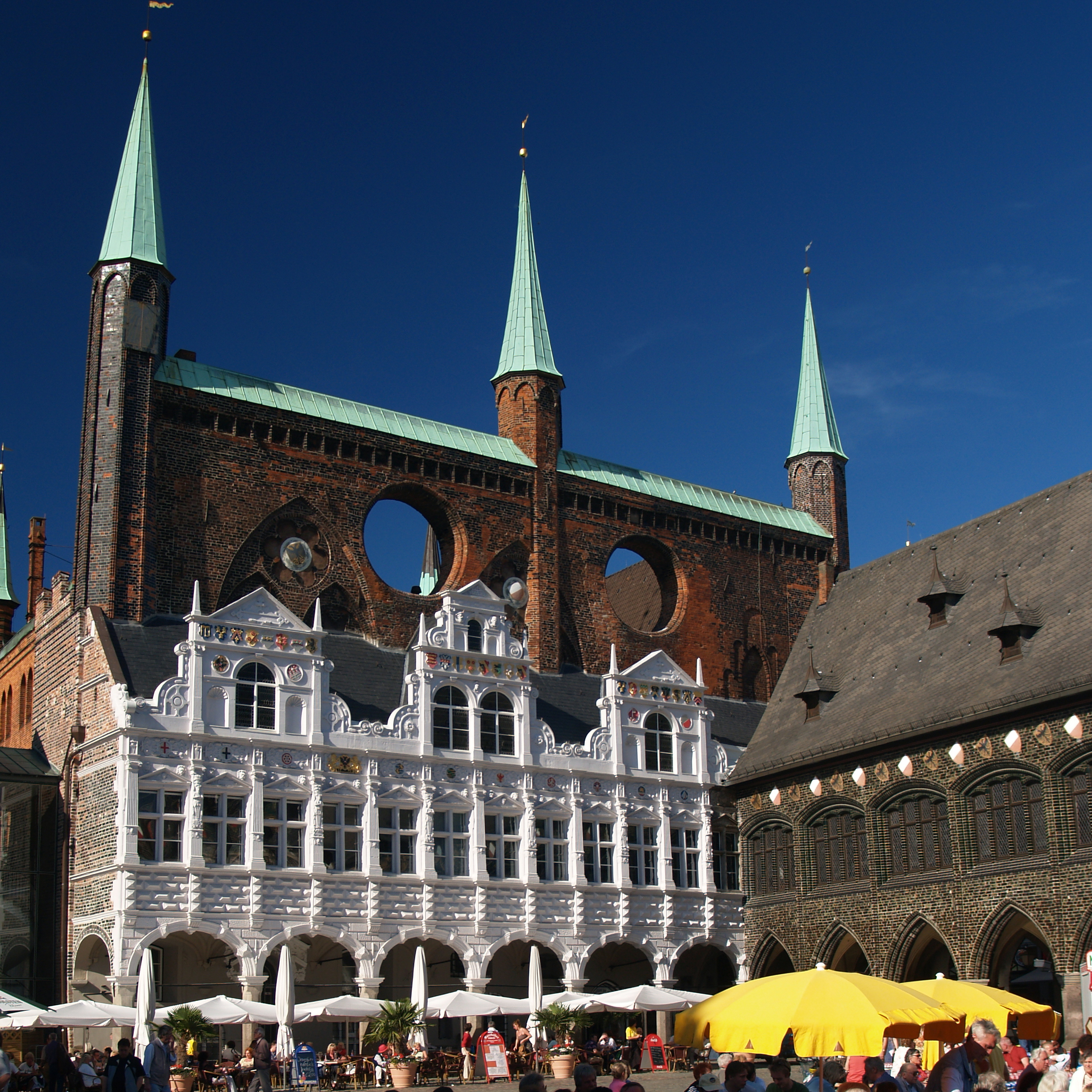
Het raadhuis van Lübeck

### Het raadhuis
Het Lübecker Rathaus is een van de belangrijkste niet-kerkelijke architecturale monumenten van Duitsland.
Het werd in de eerste helft van de 13e eeuw in de stijl van de Noordduitse baksteengotiek gebouwd, en in latere eeuwen (o.a. anno 1483, zijgebouw aan de Breite Straße, in door de Renaissance in de Nederlanden beïnvloede stijl)  diverse malen verbouwd, uitgebreid en (vooral in de 19e eeuw) gerenoveerd. De fraaie loggia dateert uit 1572.
De raads- en audiëntiezaal is voorzien van een schildering die het Salomonsoordeel voorstelt en van zinspreuken in het Nederduits uit de 16e eeuw. De burgerschapszaal is eind 19-e-eeuws (neogotisch).
In het raadhuis is een portrettengalerij aanwezig met schilderijen van de meeste burgemeesters van de stad uit de 16e en 17e eeuw.

### Musea en bezienswaardige kerken
- St. Annen-Kloster
  - St. Annen-Museum
  - Kunsthalle St. Annen

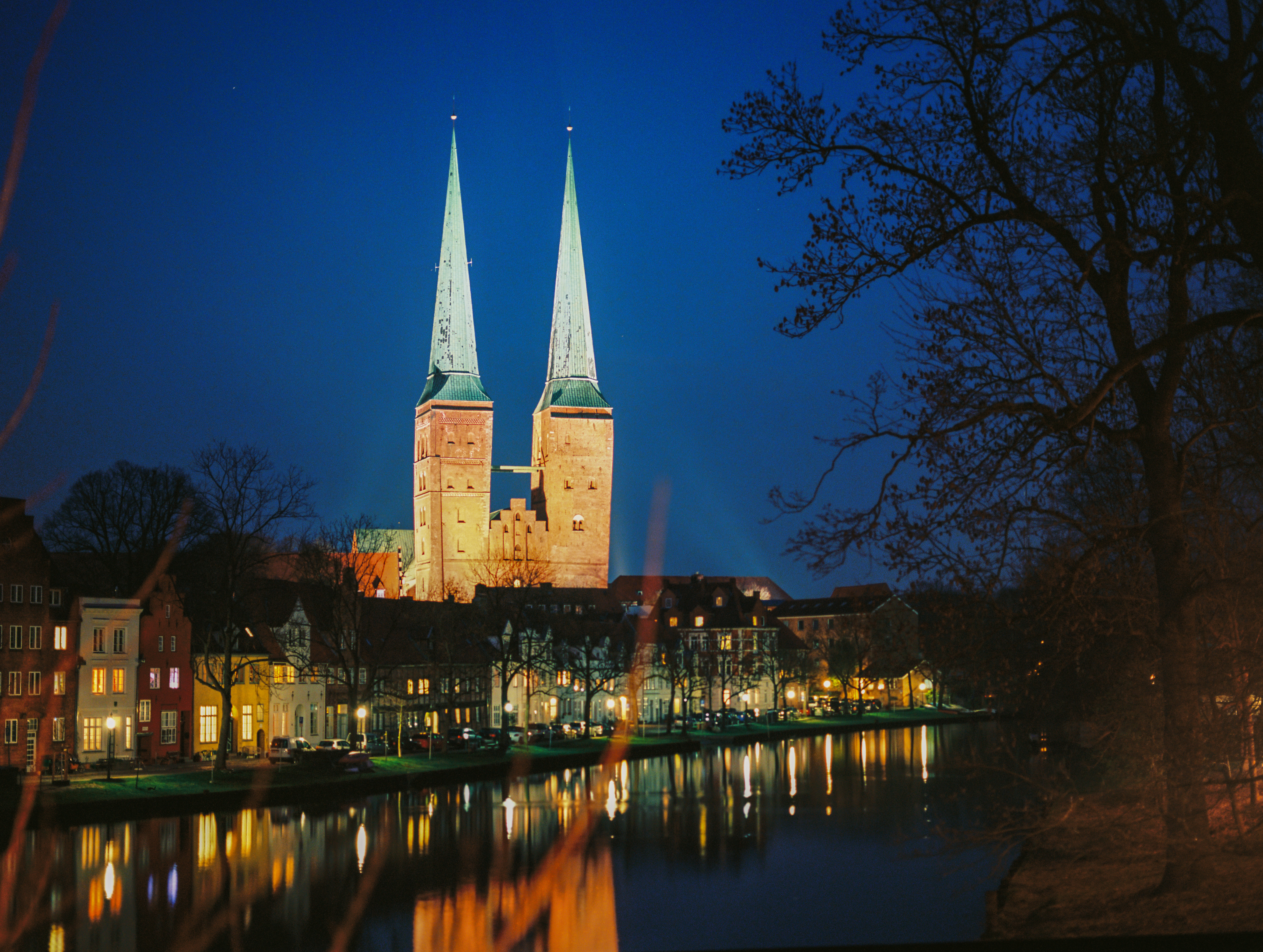
De torens van de Dom van Lübeck

- Buddenbrookhaus, klein museum over Thomas en Heinrich Mann en over Thomas Manns roman Buddenbrooks (die hem de Nobelprijs voor literatuur opleverde). Gedurende de jaren 2020-2028 wegens verbouwing gesloten.
- Europees Hanzemuseum (in 2015 geopend), over de geschiedenis van de Hanze, met ook aandacht voor Brugge, Bergen (Noorwegen), Novgorod en Hamburg.
- Museum Behnhaus Drägerhaus, Galerie des 19. Jahrhunderts und der Klassischen Moderne. Gesponsord door de industriëlenfamilie Dräger. Gevestigd in een rond 1800 gebouwde burgemeesterswoning. Tot de collectie behoort onder meer 19e- en vroeg 20e-eeuwse kunst, design en dergelijke Het bezit onder andere schilderijen van Friedrich Overbeck, Caspar David Friedrich, Max Liebermann, Edvard Munch, Ernst Ludwig Kirchner en Paula Modersohn-Becker. In 1938 raakte het museum liefst 210 expressionistische schilderijen kwijt, doordat de nazi's ze als Entartete Kunst in beslag namen. In 2025 tijdelijk wegens verbouwing gesloten.
- Günter Grass-Haus
- Industriemuseum Geschichtswerkstatt Herrenwyk, onder andere over de voormalige hoogoven, en de industriegeschiedenis van de stad.
- Kulturforum Burgkloster mit Museum für Archäologie
- Museumshafen aan de kade Wenditzufer, nabij Media Docks, waar in de winter talrijke historische zeilschepen voor anker liggen
- Theater Figuren Museum over onder meer poppentheater, wajangpoppen, marionetten en dergelijke
- Museum für Natur und Umwelt
- Museum Holstentor
- Domkirche (1247), 130 m lang,  met twee markante torenspitsen; het beroemde Arp Schnitger - orgel, waarop Dietrich Buxtehude en Johann Sebastian Bach nog gespeeld zouden hebben, is bij een bombardement in 1942 verloren gegaan en later door een nieuw orgel vervangen.
- Marienkirche (1277), 100 m lang, eveneens met twee markante torenspitsen
- Katharinenkirche: Deze kerk is  rond 1225 gebouwd als onderdeel van een Franciscanenklooster. Uit omstreeks 1550 dateert een fresco in de kerk, dat Franciscus van Assisi voorstelt. In de kerk hangt onder andere ook een werk van Tintoretto (Opwekking van Lazarus, 1576) en een grafmonument van de hand van Godfrey Kneller en zijn broer voor hun vader.
- Petrikirche
- Kirche Sankt Jacobi
- Brahms-Institut, museum, concertzaal en onderzoeksinstituut
- Willy Brandthuis, met expositie over deze bekende politicus
- Zeughaus, zeer fraai gebouw uit 1594, voormalig arsenaal en volkenkundemuseum, tegenwoordig magazijn van het stadsarchief, niet van binnen te bezichtigen

### Toerisme
- In de meeste oude kerken van Lübeck worden regelmatig orgelconcerten gegeven, onder meer met werk van Dietrich Buxtehude en/of Johann Sebastian Bach.
- De stad is bekend van de traditionele productie van marsepein. "Lübecker Marzipan" is door de Europese Unie erkend als beschermde oorsprongsbenaming.
- De Alte Salzstraße (Oude Zoutroute) van Lübeck naar Mölln en Lüneburg is een langeafstandswandel- en fietsroute met toeristische voorzieningen.
- Jaarlijks vinden in Lübeck talrijke  festivals en andere theater-, muziek- en watersportevenementen plaats. In december bijvoorbeeld wordt de zeilwedstrijd de Eisarschregatta gehouden. Zijn bizarre naam dankt dit evenement aan het feit, dat de deelnemers, die vanaf de wal in kleine zeilbootjes moeten zien te klauteren, vaak misstappen en in ijskoud water een nat pak oplopen. Intussen is dit concept ook in andere Duitse steden, die aan zee of aan een meer liggen, nagevolgd.
- Al sinds 1899 bestaat het openluchtzwembad Falkenwiese (het staat onder monumentenzorg).

## Verkeer en vervoer

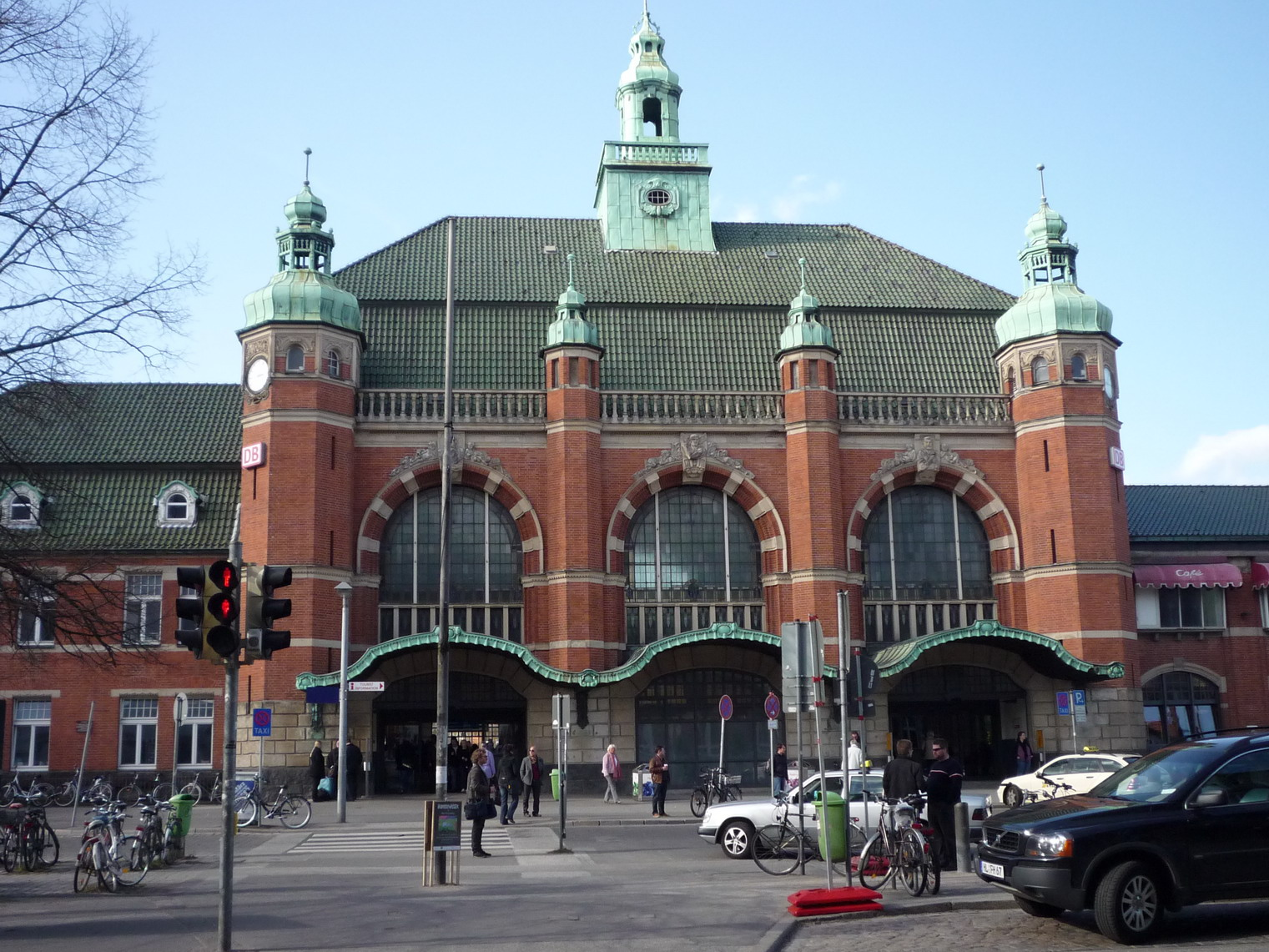
Hauptbahnhof van Lübeck

- Lübeck heeft een vliegveld, Luchthaven Lübeck-Blankensee. Het ligt 8 km ten zuiden van de stad.
- Auto: Langs de stad lopen de Bundesautobahn 1 naar Hamburg, Bremen en verder zuidwaarts naar Keulen en de Eifel. De andere kant gaat het via Fehmarn naar Kopenhagen. Ten zuiden van de stad ligt de Bundesautobahn 20 van Bad Segeberg naar Stralsund en uiteindelijk Polen. Voor het verkeer naar Travemünde is in 2005 de Herrentunnel, een toltunnel onder de Trave, gereedgekomen.
- Trein: Vanaf de sinds 1908 bestaande Lübeck Hauptbahnhof vertrekken treinen richting Hamburg, Kiel, Travemünde, Puttgarden en Lüneburg.
- Overig openbaar vervoer: De stad beschikt over tal van stads- en streekbuslijnen. Anno 2018 bestaan er plannen, om de stad van een tram- of lightrailnetwerk te voorzien.
- Schip: De haven van Lübeck heeft 6 goederenterminals, die via goederensporen op het spoorwegnet zijn aangesloten. Ook is het een belangrijke haven voor ferry- en andere passagiersschepen richting Scandinavië en andere landen aan de Oostzee.
- Fiets: Lübeck ligt aan een langeafstandsfietsroute EuroVelo 13 Iron Curtain Trail.
- Overig: Door deze stad loopt de Europese wandelroute E6. De E6 loopt van Finland naar de Middellandse Zee.

## Stedenbanden
Lübeck heeft stedenbanden met de volgende steden:
- Kotka (Finland), sinds 1969
- Wismar (Duitsland), sinds 1987
- La Rochelle (Frankrijk), sinds 1988
- Klaipėda (Litouwen), sinds 1990
- Visby (Zweden), sinds 1999

en vriendschaps- en samenwerkingsbanden met:
- Venetië (Italië), sinds 1979
- Kawasaki (Japan), sinds 1992
- Bergen (Noorwegen), sinds 1996
- Shaoxing (China), sinds 2003

Daarnaast heeft Lübeck ook banden met meer dan honderd plaatsen in Europa door middel van de Hanzedagen.

## Bekende inwoners van Lübeck

### Geboren
- Godfrey Kneller (1646-1723), portretschilder
- August Hermann Francke (1663-1727), theoloog en pedagoog
- Johann Friedrich Overbeck (1789-1869), Duits kunstschilder en illustrator
- Emanuel Geibel (1815-1884), dichter
- Heinrich Mann (1871-1950), schrijver
- Thomas Mann (1875-1955), schrijver en Nobelprijswinnaar (1929): zijn beroemde roman Buddenbrooks speelt in de stad
- Paul Helwig (1893-1963), psycholoog, filosoof en dramaturg
- Eberhard Godt (1900-1995), admiraal
- Wilhelm Mohnke (1911-2001), generaal
- Willy Brandt (1913-1992), West-Duits bondskanselier (1969-1974) en Nobelprijswinnaar (1971)
- Jossy Halland (1914-1986), zangeres
- Jürgen Heinsch (1940-2022), voetballer
- Beatrix von Storch (1971), politica
- Sandra Völker (1974), zwemster
- Lea van Acken (1999), actrice
- Anna-Lena Stolze (2000), voetbalster

### Overleden
- Bernt Notke (1435-1508 of 1509), schilder, beeldhouwer en houtsnijder
- Dietrich Buxtehude (1637-1707), Duits-Deens componist

### Woonachtig (geweest)
- Erich Mühsam (1878-1934), schrijver, anarchist en strijder tegen het nationaalsocialisme, bracht zijn jeugd door in Lübeck

## Galerij

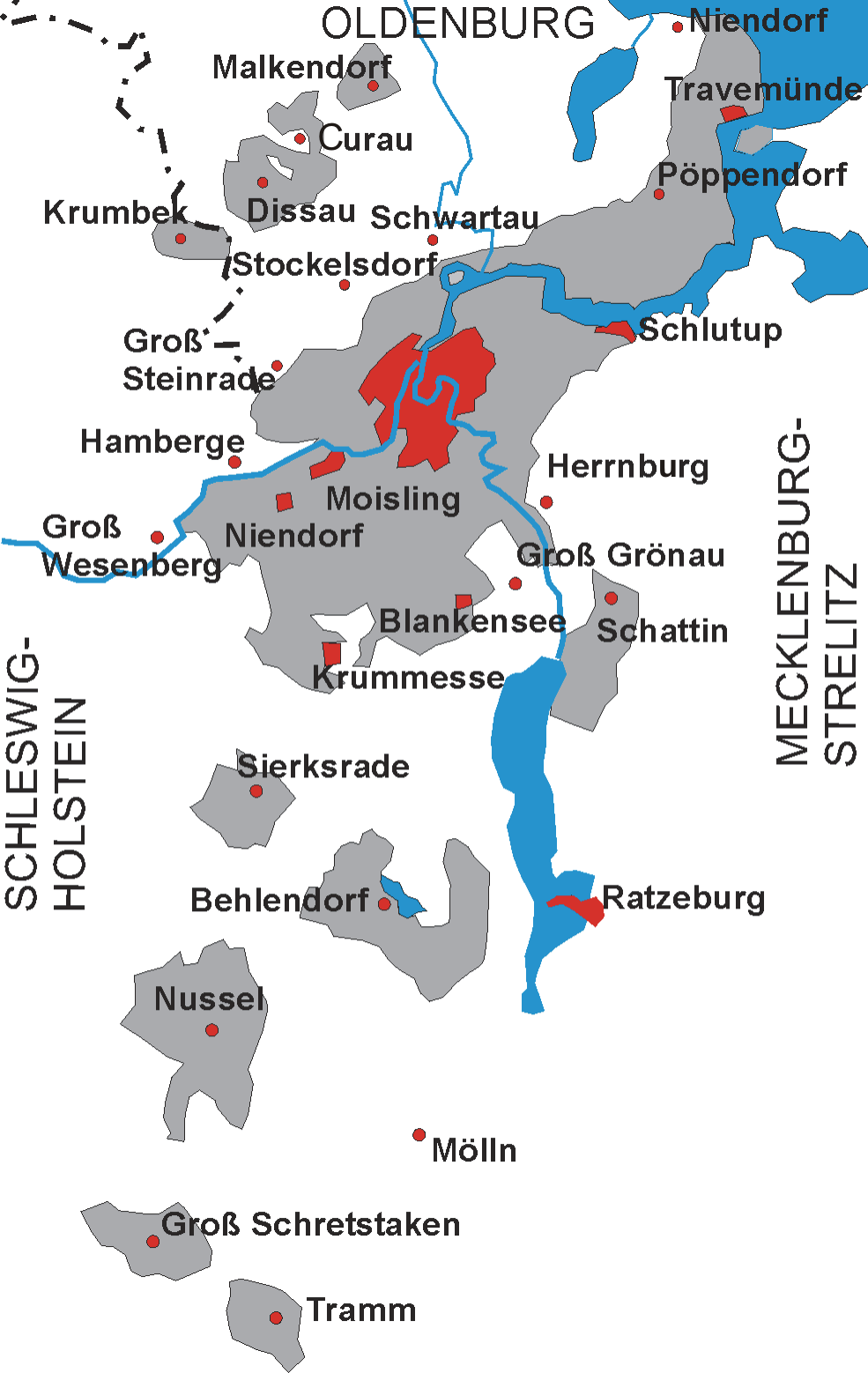
De Vrije Hanzestad Lübeck 1815-1937
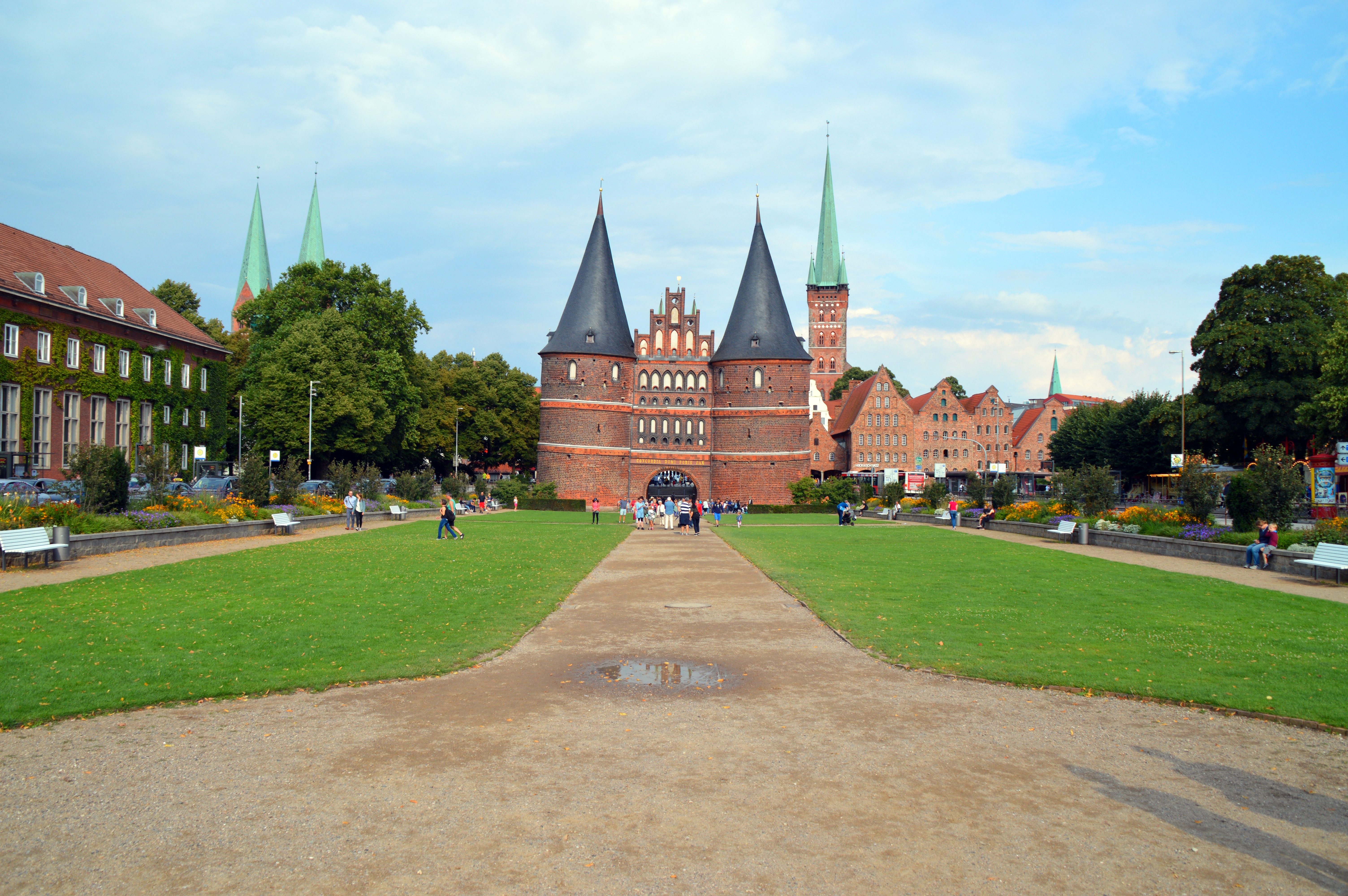
Mariakerk, de Holstentor, de Sint-Pieterskerk en daarvoor de Salzspeicher
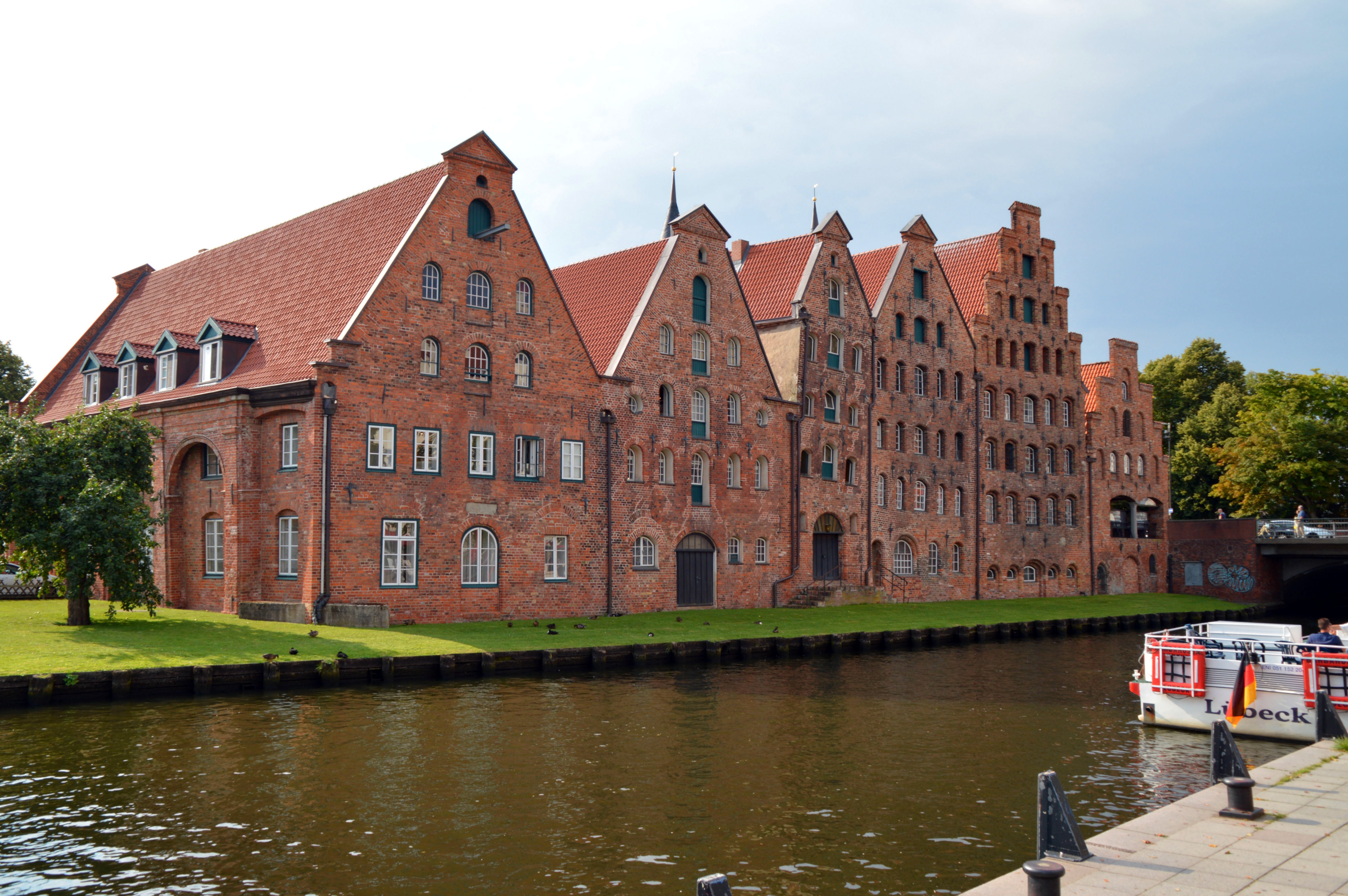
Salzspeicher
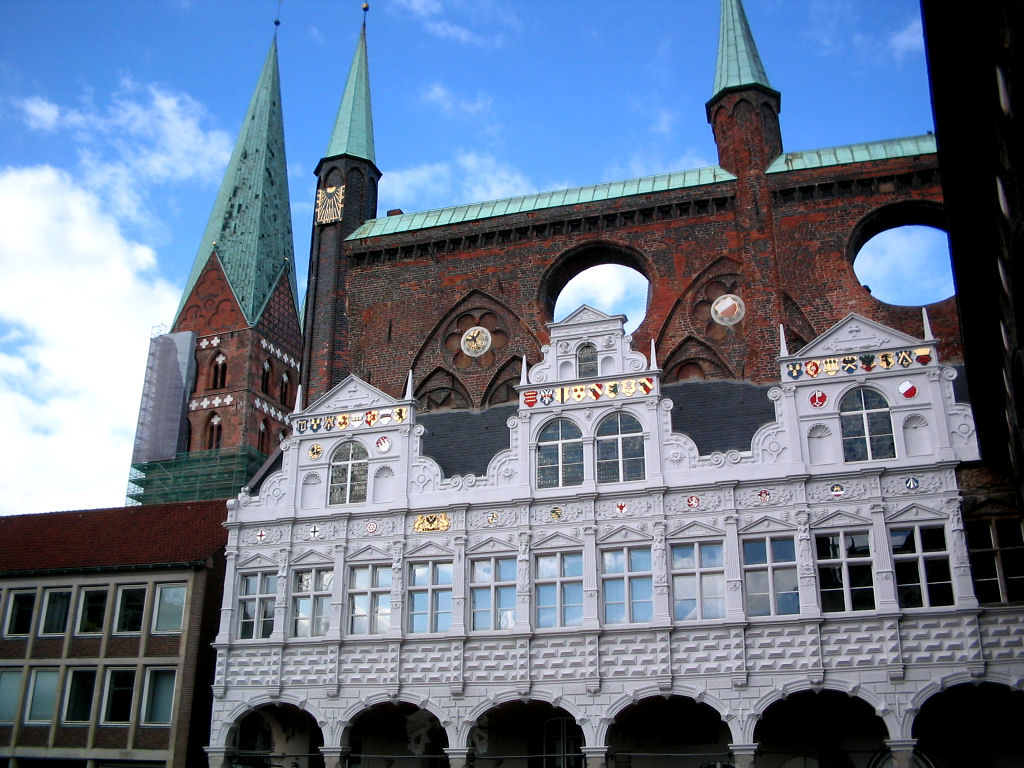
Het Rathaus van Lübeck
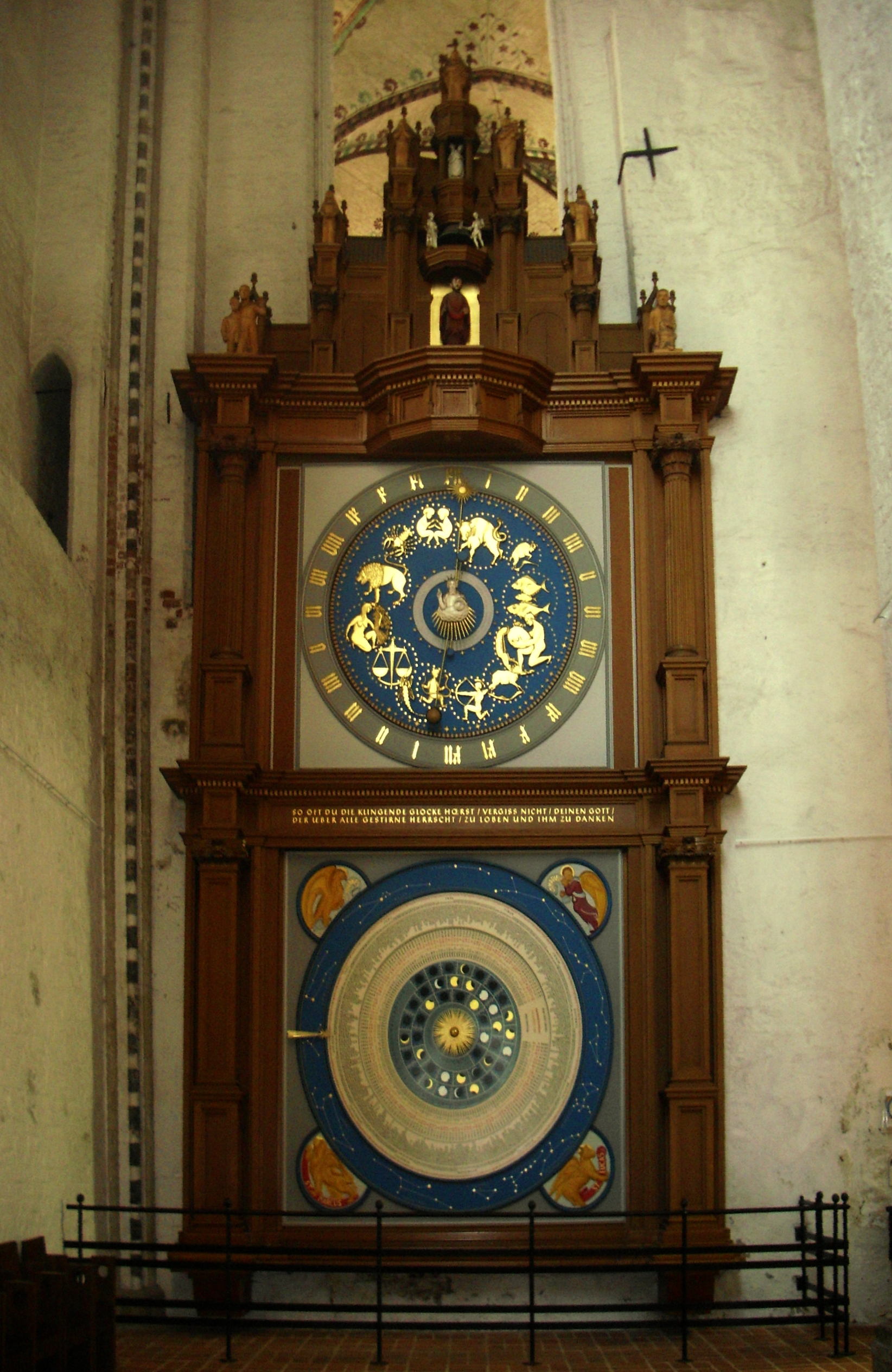
Astronomisch uurwerk Mariënkirche
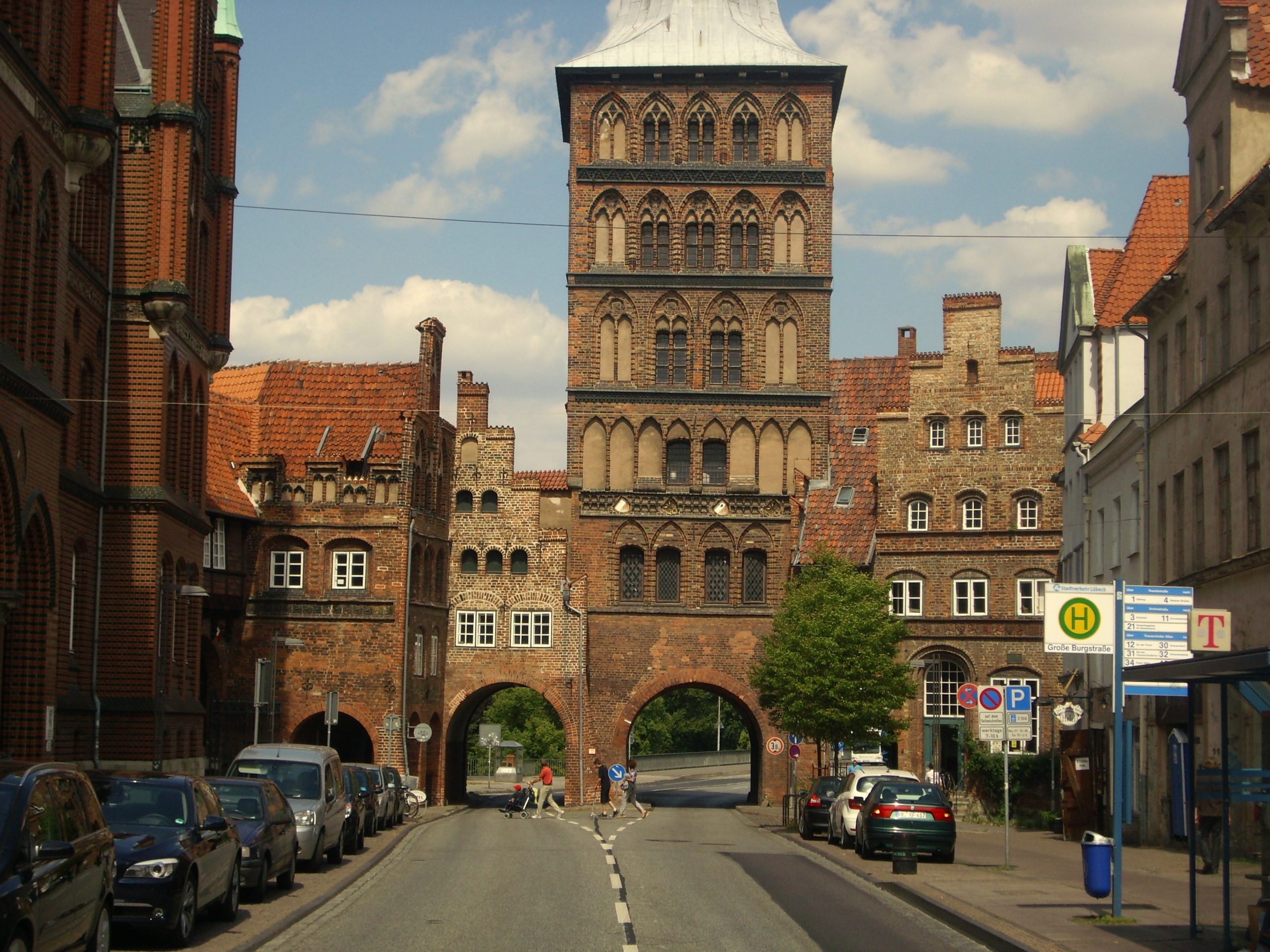
Burgtor Große Burgstraße
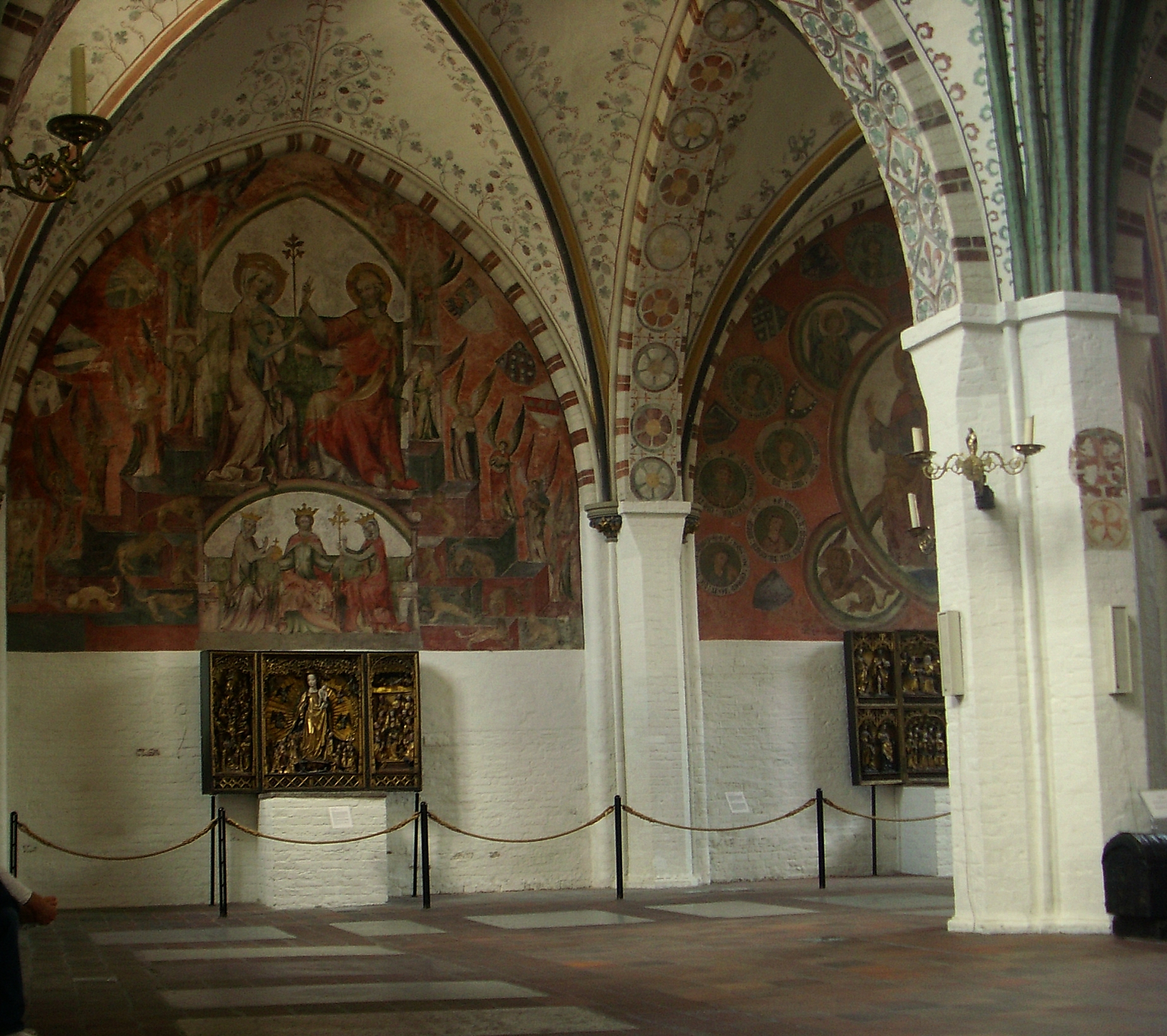
Lübeck Koberg Heiligen-Geist-Hospital (1286)
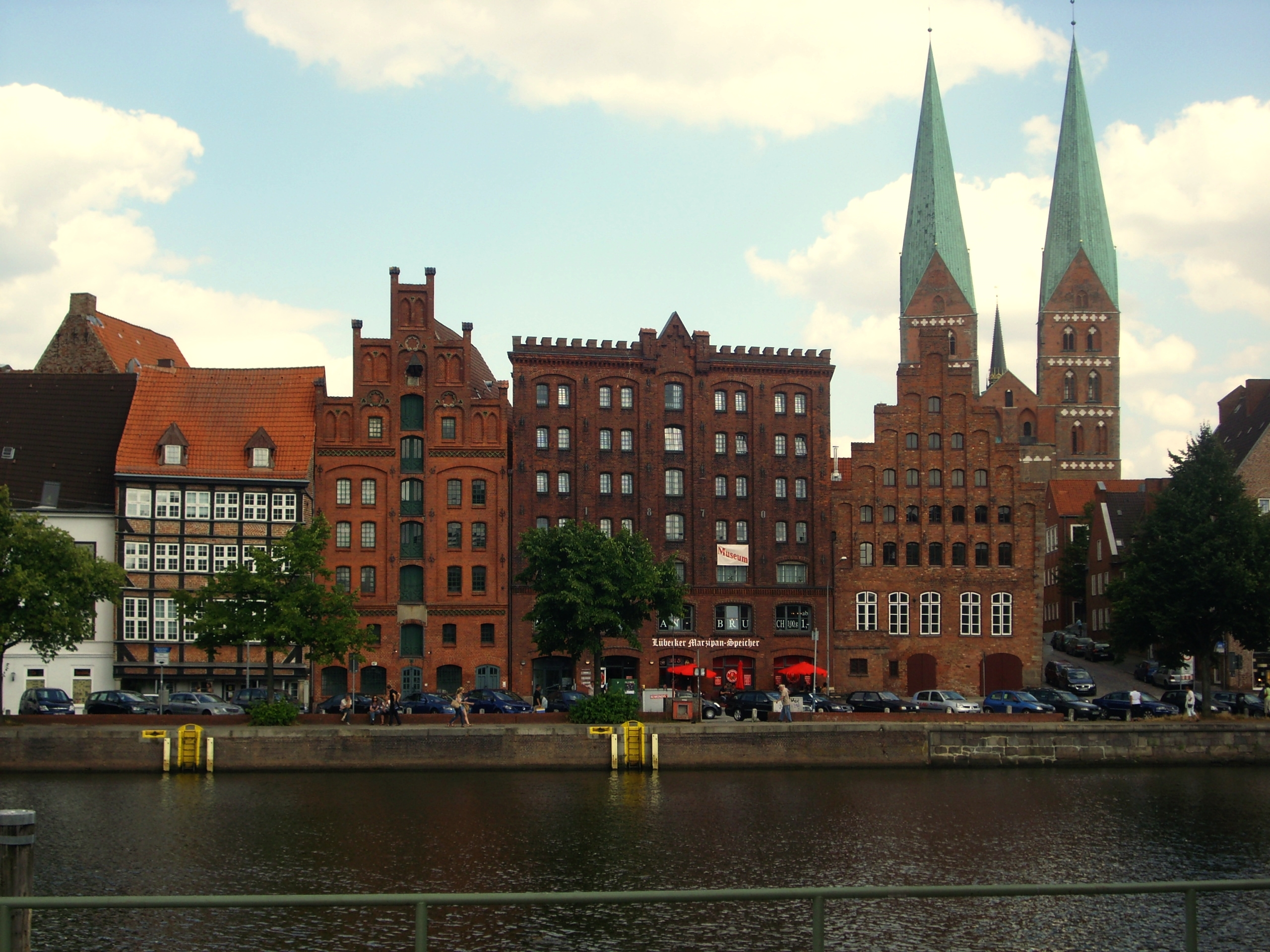
Stadsgezicht vanaf de oever van de Trave